# Copa Colombia 1981
La Copa Colombia 1981 fue una fase del Campeonato colombiano 1981 que disputaron los clubes de la Categoría Primera A del fútbol profesional en Colombia. En 2014, esta competición fue reconocida oficialmente por la Federación Colombiana de Fútbol como parte del homenaje que la CONMEBOL le rindió al Deportivo Independiente Medellín, campeón de este torneo, por sus 100 años de existencia. por lo que pasó a considerarse la cuarta edición del torneo de Copa organizado por la División Mayor del Fútbol Colombiano. En contraste, existen historiadores y periodistas que sostienen que esta edición, al ser solo una fase del torneo de Liga de ese año, no la consideran como una competición oficial de Copa propiamente dicha.
Los partidos fueron jugados en lugares insólitos como: La Dorada, Riosucio, Cartago, Anserma, Piedecuesta, Sogamoso, Popayán, y el campo de entrenamiento de Millonarios. 
Los encuentros terminados en empate fueron decididos desde el punto penal con la obtención de 2 puntos para los ganadores y los perdedores ninguno (como para triunfos normales y pérdidas).
El campeón del torneo fue el Independiente Medellín que venció al Deportivo Cali.

## Primera ronda
Se realizó entre 6 equipos eliminados del torneo finalización del Campeonato colombiano 1981: Deportivo Pereira, Santa Fe, Independiente Medellín, Once Caldas, Atlético Bucaramanga y Cúcuta Deportivo
Después de jugada una serie de partidos, el ganador de la primera ronda y primer finalista fue el Independiente Medellín.

#### Fecha 1
| 1981 | Independiente Medellín | 1 - 1 | Cúcuta Deportivo | Por definir, Medellín |  |
|      | Jaime Arango           |       |                  |                       |  |

| 1981 | Independiente Santa Fe | vs. | Once Caldas | Por definir, Por definir |  |

| 1981 | Deportivo Pereira | vs. | Atlético Bucaramanga | Por definir, Por definir |  |

#### Fecha 2
| 1981 | Cúcuta Deportivo | vs. | Deportivo Pereira | Por definir, Por definir |  |

| 1981 | Once Caldas | 3 - 1 | Independiente Medellín | Estadio La Pradera, Anserma |  |
|      |             |       | Eduardo Quiroga        |                             |  |

| 1981 | Atlético Bucaramanga | vs. | Independiente Santa Fe | Por definir, Por definir |  |

#### Fecha 3
| 1981 | Cúcuta Deportivo | 1 - 1 | Once Caldas | Por definir, Por definir |  |

| 1981 | Independiente Medellín            | 3 - 0 | Atlético Bucaramanga | Por definir, Por definir |  |
|      | Libardo Vélez (2) y Jaime Arango. |       |                      |                          |  |

| 1981 | Deportivo Pereira | 1 - 1 | Independiente Santa Fe | Por definir, Por definir |  |

#### Fecha 4
| 1981 | Deportivo Pereira | vs. | Once Caldas | Por definir, Por definir |  |

| 1981 | Atlético Bucaramanga | vs. | Cúcuta Deportivo | Por definir, Por definir |  |

| 1981 | Independiente Santa Fe | 0 - 1 | Independiente Medellín | Por definir, Por definir |  |
|      |                        |       | Ernesto Díaz           |                          |  |

#### Fecha 5
| 1981 | Once Caldas | 3 - 0 | Atlético Bucaramanga | Estadio La Pradera, Anserma |  |

| 1981 | Cúcuta Deportivo | vs. | Independiente Santa Fe | Por definir, Por definir |  |

| 1981 | Independiente Medellín | 1 - 1 | Deportivo Pereira | Por definir, Por definir |  |
|      | José «Boricua» Zárate  |       |                   |                          |  |

#### Fecha 6
| 1981 | Cúcuta Deportivo | 1 - 3 | Independiente Medellín                 | Por definir, Sogamoso |  |
|      |                  |       | Óscar Ramón Fornari (2) y Ernesto Díaz |                       |  |

| 1981 | Once Caldas | 2 - 4 | Independiente Santa Fe | Por definir, Por definir |  |

| 1981 | Atlético Bucaramanga | 3 - 0 | Deportivo Pereira | Por definir, Por definir |  |

#### Fecha 7
| 1981 | Deportivo Pereira | vs. | Cúcuta Deportivo | Por definir, Por definir |  |

| 1981 | Independiente Medellín                                                     | 5 - 1 | Once Caldas | Por definir, Por definir |  |
|      | Manuel Benjamín Pereyra (2), Libardo Vélez, Ernesto Díaz y Eduardo Quiroga |       |             |                          |  |

| 1981 | Independiente Santa Fe | vs. | Atlético Bucaramanga | Por definir, Por definir |  |

#### Fecha 8
| 1981 | Once Caldas | vs. | Cúcuta Deportivo | Por definir, Por definir |  |

| 1981 | Atlético Bucaramanga | 1 - 1 | Independiente Medellín | Por definir, Por definir |  |
|      |                      |       | Ernesto Díaz           |                          |  |

| 1981 | Independiente Santa Fe | vs. | Deportivo Pereira | Por definir, Por definir |  |

#### Fecha 9
| 1981 | Once Caldas | vs. | Deportivo Pereira | Por definir, Por definir |  |

| 1981 | Cúcuta Deportivo | vs. | Atlético Bucaramanga | Por definir, Por definir |  |

| 1981 | Independiente Medellín | 0 - 0 | Independiente Santa Fe | Por definir, Por definir |  |

#### Fecha 10
| 1981 | Atlético Bucaramanga | vs. | Once Caldas | Por definir, Por definir |  |

| 1981 | Independiente Santa Fe | vs. | Cúcuta Deportivo | Por definir, Por definir |  |

| 1981 | Deportivo Pereira | 0 - 1 | Independiente Medellín | Por definir, Por definir |  |
|      |                   |       | Ponciano Castro        |                          |  |

## Segunda ronda
Se realizó entre 4 equipos eliminados de los Cuadrangulares semifinales del Campeonato colombiano 1981: Unión Magdalena, Millonarios, Deportes Quindío, Deportivo Cali.
Después de jugada una serie de partidos, el ganador de la segunda ronda y segundo finalista fue el Deportivo Cali.

### Llave A
| 1981 | Deportes Quindío | 5 - 0 | Millonarios | Estadio San José, Armenia |  |

| 1981 | Millonarios | 3 - 4 | Deportes Quindío | antigua Finca de entrenamientos, Bogotá |  |

### Llave B
| 1981 | Unión Magdalena | 1 - 6 | Deportivo Cali | Por definir, Por definir |  |

| 1981 | Deportivo Cali | 0 - 1 | Unión Magdalena | Por definir, Por definir |  |

## Final
| 16 de diciembre de 1981 | Independiente Medellín | 3:1 (3:0) | Deportivo Cali | Atanasio Girardot, Medellín |  |
|                         |                        | Reporte   |                |                             |  |

| 19 de diciembre de 1981 | Deportivo Cali | 1:1 (0:1) | Independiente Medellín | Atanasio Girardot, Medellín* |  |
|                         |                | Reporte   |                        |                              |  |

* Jugado en Medellín debido a indisponibilidad del estadio de Cali
Con este triunfo, el Independiente Medellín obtuvo el derecho a un lugar en el octogonal final del Campeonato colombiano 1982, sin embargo, no lo necesitó porque clasificó por su propia cuenta.
|                                            |
| Bandera de Colombia                        |
| Campeón Independiente Medellín 1.er título |